# Lomeda
Lomeda es una localidad deshabitada española del municipio de Arcos de Jalón, perteneciente a la provincia de Soria, en la comunidad autónoma de Castilla y León. 

## Geografía
Pertenece al partido judicial de Almazán. Desde el punto de vista jerárquico de la Iglesia católica forma parte de la Diócesis de Osma-Soria la cual, a su vez, pertenece a la Archidiócesis de Burgos.

## Historia
A mediados del siglo XIX, la aldea, por entonces perteneciente a Velilla, tenía contabilizada una población de 44 habitantes. Aparece descrita en el décimo volumen del Diccionario geográfico-estadístico-histórico de España y sus posesiones de Ultramar de Pascual Madoz de la siguiente manera:

LOMEDA: ald. del distrito municipal de Velilla en la prov. de Soria (14 1/2 leg.), part. jud. de Medinaceli (1) aud terr. y c. g. de Burgos (35), dióc. de Sigüenza (5): sit. al pie de un elevado cerro que la domina por el N., goza de clima sano: tiene 10 casas; escuela de instruccion primaria, á cargo de un maestro, á la vez sacristan, dotado con 25 fan. de trigo; una igl. parr. aneja de la de Jubera; hay una fuente de buenas aguas, que provee al vecindario para beber y demas necesidades domésticas: confina el térm. N. Jubera; E. Velilla; S. Arbujuelo, y O. Medinaceli: el terreno, en su mayor parte es montuoso y de buena calidad, todo de secano; comprende un buen monte de encina y roble. caminos: los que dirigen á los pueblos limítrofes, todos de herradura y en mal estado. correo: se recibe y despacha en la estafeta de Medinaceli. prod.: trigo, cebada, centeno, avena y algunas legumbres; se cria ganado lanar y las yuntas necesarias para la labranza. ind.: la agrícola. comercio, esportacion del sobrante de frutos á los mercados de Medinaceli, en los que se surten de los art. de consumo que faltan. pobl.: 10 vec., 44 alm. cap. imp.: 6,998 rs. 4 mrs.
(Madoz, 1847, p. 367)

Hoy día deshabitada y en ruinas, sus 450 hectáreas, en manos de la nobleza, se dedican a la caza y a la agricultura.